# Seznam avstrijskih kemikov
Seznam avstrijskih kemikov.

## A
- Carl Auer von Welsbach (1858-1929)

## B
- Carl Josef Bayer

## C
- Erwin Chargaff (1905-2002) (avstrij.-amer.)

## G
- Heinrich Jacob Goldschmidt
- Guido Goldschmiedt

## H
- Julius von Hann
- Franz von Hoefft

## J
- Nikolaus Joseph von Jacquin
- Friedrich Jelinek (1900–1969) (oče Elfride Jelinek)

## K
- Ignatius Gottfried Kaim
- Rihard Klemen (1902–1998)
- Richard Kuhn

## L
- Adolf Lieben
- Johann Josef Loschmidt

## M
- Edmund Mach

## P
- Max Ferdinand Perutz
- Fritz Pregl (slovenskega rodu)

## R
- Friedrich Reinitzer

## S
- Johann Andreas Scherer (1755–1844)
- Peter Schuster
- Zdenko Hans Skraup

## W
- Carl Auer von Welsbach

## Z
- Richard Adolf Zsigmondy